# Гарасу
Гарасу (Кара-су; азерб. Qarasu adası) — остров в Каспийском море у юго-восточного побережья Азербайджана. Один из островов Бакинского архипелага. Прежнее название — Лось.
Расположен в центральной части Бакинского архипелага, в 8,5 км к востоку от мыса Пирсагат.

## Описание
Остров имеет овальную форму, вытянутую с северо-востока на юго-запад. В юго-западной оконечности острова располагается песчаная коса, имеющая подводное продолжение в виде небольшой гряды камней.
Поверхность отсрова холмистая. Как и на других островах архипелага, здесь имеются грязевые вулканы. Одно из извержений этих вулканов, произошедшее в 1876 году, немного увеличило высоту южной части острова.